# Follow the Sun
Follow the Sun – album zespołu R.A.P. wydany w 1998 roku przez wytwórnię Zima Records. Na jego zawartość składają się archiwalne nagrania dokonane w latach 1986–1987.

## Lista utworów
1. "RAP Generation Ina Different Style" – 5:41
2. "My Woman" – 4:24
3. "I Stand (A Lonely Man)" – 4:39
4. "Rockers Dub" – 1:35
5. "Front Page News" – 4:43
6. "Follow the Sun" – 4:25
7. "Ghetto" – 7:09
8. "Reggae Rockers" – 6:48
9. "To Jamaica (Live)" – 2:59
10. "Generation (Live) (BBC Version)" – 1:40
11. "Front Page News (Live)" – 7:11
12. "African Morning (Live)" – 10:11
13. "Rockers (Live)" – 6:53

## Skład
- Jacek Szafir – wokal, instr. perkusyjne, konga
- Marek Rogowski – wokal, instr. perkusyjne
- Jerzy Mercik – wokal, instr. klawiszowe
- Ireneusz Zawadzki – gitara
- Wojciech Jaczyczko – gitara basowa, harfa
- Dariusz Mazurkiewicz – perkusja
- Darek "Mutton" Sarna – gitara basowa
- Robi Goldrocker – konga
- Ziut Gralak – trąbka
- Włodzimierz Kiniorski – saksofon

Realizacja:
- Jacek Szafir, Grzegorz Chmura – produkcja